# Лукк, Карл
Каарел (Карл) Лукк (эст. Kaarel (Karl) Lukk, 6 декабря 1887, Тяхтвере — 17 ноября 1970, Тарту) — российский легкоатлет, выступавший в спортивной ходьбе. Участник летних Олимпийских игр 1912 года.

## Биография
Карл Лукк родился 6 декабря 1887 года в российской приходе  Тяхтвере в Лифляндской губернии (сейчас на территории города Тарту в Эстонии).
Учился в Юрьевской городской школе, затем в вечерней школе Юрьевского общества профессионального образования по специальности типографиста.
В 1906 году начал заниматься борьбой, тяжёлой атлетикой, конькобежным спортом и лёгкой атлетикой в Юрьевском клубе «Аберг-Калев». Был чемпионом Юрьева по ходьбе на 3 версты.
В 1911 году стал основателем юрьевского спортивного общества «Тервис».
В 1912 году занял 2-е место на тестовых предолимпийских соревнованиях в Риге.
В том же году вошёл в состав сборной России на летних Олимпийских играх в Стокгольме. Выступал в ходьбе на 10 км, сошёл с дистанции в полуфинале.
Работал типографистом в Тарту, Курессааре и Таллине. Был членом Учредительного собрания Эстонии.
Умер 17 ноября 1970 года в Тарту.